# Veganism
Veganismul este abținerea de la folosirea produselor care provin de la animale, mai ales în dietă, având o filozofie care respinge ideea că animalele ar fi mâncare/obiecte/proprietate. O persoană care urmează această filosofie de viață se numește vegan. Există mai multe categorii de veganism și anume: veganismul etic care încearcă să elimine toate formele de abuz ale animalelor (mâncare, îmbrăcăminte, încălțăminte, divertisment, experimentare), veganismul dietetic (care se referă doar la dietă și exclude consumul animalelor și produsele derivate: lactate, ovule (ouă) și miere (scuipat de albine), veganismul ecologic care se bazează pe faptul că industria animală distruge mediul înconjurător și nu este sustenabilă.
Dietele bine planificate sunt potrivite pentru toate etapele vieți, inclusiv sugarul și perioada de sarcină, după Academia Americană de Nutriție și Dietetică, Consiliul Australian Național de Sănătate și Cercetare Medicală, Asociația Dietetică Britanică, Dieteticienii Canadei și Ministrul Sănătății al Noii Zeelande. Societatea Germană pentru Nutriție - care este o organizație non-profit, și nu un agent în sănătate - nu recomandă dietele vegane pentru copii sau adolescenți, în timpul sarcinii sau în timpul alăptării. Nu există destule dovezi conform cărora dietele vegane ar oferi protecție contra sindromului metabolic, dar există dovezi care sugerează că o dietă vegană poate ajuta privind pierderea în masă (adipoasă), mai ales pe termen scurt. Dietele vegane tind să fie bogate în fibre, magneziu, acid folic, vitamina C, vitamina E, fier și alte substanțe și mai sărace în grăsimi saturate, colesterol, acidul gras omega-3, vitamina D, calciu, zinc și vitamina B12. O dietă prost planificată poate duce la deficiențe nutriționale care pot anula orice efecte benefice și pot cauza probleme serioase de sănătate, unele care pot fi prevenite doar dacă se consumă alimente fortificate și suplimente alimentare. Suplimentarea cu B12 este importantă pentru că deficiența sa cauzează probleme cu sângele și posibile daune ireversibile neurologice, deși acest pericol este prezent și în celelalte diete prost-planificate non-vegane.

Definiția oficială a veganismului elaborată de Donald Watson, co-fondator al Societății Vegane cu sediul în Marea Britanie.: 

Versiunea vegană a piramidei nutriționale a alimentelor, care în mod normal cuprinde carne și produse animale.

„Veganismul este un stil de viață ce caută să excludă, pe cât posibil și practicabil, toate formele de exploatare și cruzime față de animalele folosite pentru mâncare, îmbrăcăminte și oricare alt scop. Extrapolând, veganismul promovează dezvoltarea și uzul alternativelor, în beneficiul oamenilor, al animalelor și al mediului înconjurător. În ce privește regimul alimentar, termenul denotă evitarea tuturor produselor de origine animală.”
Dietele vegane (numite câteodată diete pe bază de plante) sunt indicate pentru descreșterea riscului de infarct miocardic, cancer de colon, colesterol ridicat în sânge, tensiune arterială ridicată, cancer de prostată sau atac de cord. Dietele vegane pregătite corespunzător sunt sănătoase și satisfac nevoile nutriționale. Totuși, dacă sunt prost preparate, pot provoca niveluri scăzute de calciu, iod, vitamina B12 și vitamina D. Veganii sunt, în acest caz, încurajați să ia suplimente alimentare, după nevoi.